# Wound Creations
Wound Creations è il primo album in studio del gruppo musicale death metal finlandese Amoral, pubblicato nel 2004.

## Tracce
1. The Verge – 1:47
2. Atrocity Evolution – 6:13
3. Silent Renewal – 2:19
4. Solvent – 4:41
5. The Last Round – 8:31
6. Other Flesh – 5:42
7. Distract – 3:42
8. Nothing Daunted (Gallows Pole Rock 'n Roll) – 8:09
9. Languor Passage – 6:08